# Ulrich Kirchhoff
Pour les articles homonymes, voir Kirchhoff.
Ulrich Günther Hermann Kirchhoff, né le 9 août 1967 à Lohne, est un cavalier de saut d'obstacles allemand.

## Carrière
Ulrich Kirchhoff participe aux Jeux olympiques d'été de 1996 à Atlanta : il remporte deux médailles d'or avec le cheval Jus de Pommes, en saut d'obstacles individuel et par équipe.